# Al-Ubur
al-Ubur (arabisch العبور, DMG al-ʿUbūr), auch Obour, ist eine Stadt im Nildelta von Ägypten innerhalb des Gouvernement al-Qalyubiyya mit ca. 133.000 Einwohnern. Die Stadt befindet sich ca. 35 Kilometer von Kairo entfernt und verzeichnet deshalb ein überdurchschnittliches Bevölkerungswachstum. al-Ubur ist eines von 16 neuen Stadtgebieten im Großraum Kairo. Es ist auch als Industriegebiet ausgewiesen und beherbergt eine Reihe von Fabriken sowie Wohngebiete für die ägyptische Mittelschicht.

## Klima
Laut der Klimaklassifikation nach Köppen und Geiger herrscht in al-Ubur ein heißes Wüstenklima (Bhw).

## Bevölkerungsentwicklung
| Zensusjahr | Einwohnerzahl |
| ---------- | ------------- |
| 2006       | 43.600        |
| 2018       | 133.102       |